# قبور في الماء (رواية)
قبور في الماء هي رواية الكاتب المغربي محمد زفزاف ونشرت سنة 1978. تشكل رواية «قبور في الماء» منعطفاً هاماً في تجربة الكاتب محمد زفزاف التي ارتبطت بنموذج المثقف البرجوازي ومنظوره «الإنتقادي» للعالم.

## ملخص الرواية
في قرية المهدية، يغرق مركب صيد في البحر، ويؤدي الحادث إلى وفاة عدد من الشبان من أبناء القرية. الحدث يترك أثرًا عميقًا في نفوس الأهالي، الذين يعيشون حالة من الحزن والذهول بسبب الفاجعة.
يتوجه السكان إلى صاحب المركب، العياشي، مطالبين إياه بدفع الدية تعويضًا عن الضحايا الذين كانوا يعملون على مركبه. يرفض العياشي دفع أي تعويض مالي، ويقترح بدلًا من ذلك إقامة "زردة" (وليمة جماعية) لإرضاء الأهالي والتكفير عن الحادث بطريقته الخاصة.
يتدخل القائد، ممثل السلطة المحلية، في محاولة لاحتواء الوضع، دون أن يُقدّم أي حلّ حقيقي أو موقف حازم تجاه مطالب الأهالي. ومع الوقت، تنخفض مطالب الناس، وتتحول من المطالبة بالحق إلى انتظار الزردة.
تنتهي الرواية بإقامة الزردة في جوّ من القبول الجماعي، رغم شعور الأهالي بالظلم والخذلان. يعود الجميع إلى حياتهم، وكأن شيئًا لم يكن، وتُنسى المأساة تدريجيًا في ظل غياب العدالة الحقيقية.

## أهمية الرواية
تكشف رواية قبور في الماء عن مرحلة جديدة في تجربة محمد زفزاف الأدبية، حيث يبتعد عن صورة المثقف البرجوازي ليندمج في عالم البسطاء. تدور أحداث الرواية في قرية المهدية التي تهتز بعد غرق مركب صيد، فيجد الأهالي أنفسهم وجهاً لوجه مع صاحب المركب “العياش” ومع القائد ممثل السلطة. ورغم وقع الفاجعة، فإن المواجهة تخبو سريعاً عندما يرضى السكان بوليمة يقيمها العياش ترحماً على المفقودين، لتصبح المأساة حدثاً عابراً يتوارى خلف إغراء الطعام.

## الشخصيات
يعتمد زفزاف في هذا العمل على شخصيات مستوحاة من واقع الصيادين وأصحاب النفوذ، كاشفاً تناقضاتهم بأسلوب ساخر وناقد، حيث تتحول المطالب بالدية والتعويض إلى لهفة على “زردة” جماعية، في مشهد يلخص خضوع الناس لسلطة الواقع وإغراءاته:
- العياشي: صاحب مركب الصيد الذي غرق وأودى بحياة عدد من الشبان. يرفض دفع الدية لعائلات الضحايا، ويقترح إقامة زردة بدلًا منها. يمثّل الفئة المالكة أو المتنفذة.
- سكان قرية المهدية: جماعة من الفقراء والصيادين، هم أسر الضحايا والمطالبون بالدية. يعبرون عن حالة جماعية من الغضب والحزن ثم الخضوع. لا تُفرد لهم أسماء محددة في الرواية، بل يُمثّلون "البطل الجماعي".
- القائد : شخصية رسمية تتدخل لتهدئة التوتر بين السكان والعياشي. لا يتخذ موقفًا حازمًا، بل يسعى لاحتواء الأزمة دون إحقاق للحق.
- الضحايا (الشباب الغرقى): عدد من الصيادين الذين يعملون على مركب العياشي. لا يظهرون في الرواية إلا بوصفهم غائبين (أموات)، لكنهم يشكلون جوهر المأساة.

## اقتباس
«ظل البحر مستسلمها على حاشية الأرض الجافة وبقي الرجلان لحظات صامتين لا يفكران. كان هناك جمود باطني.
أعقبه شلل في الذهن والجسد. ولم يكن هناك سوى دخان يرتفع من فمين ذوي شفاه غليظة مشققة وأسنان كأسياخ الحديد لم تنظف منذ مدة طويلة. لم يكن علال يتألم بالقدر الذي كان يتألم به صديقه. ففي القرية بدأت نوبات البكاء تسري وتمتد النساء يبكين والأطفال يهزجون بالبكاء في اللعب.
والرجال يتألمون في صمت. شعر العيساوي الآن بتشنج عصبي في بطنه ووجع في رأسه. فالكارثة إذا وقعت لا شك أنها ستودي بعدد لا بأس به من سكان القرية. ولا شك أن أمه الضعيفة القلب ستموت من جراء بكائها وحزنها على أخيه.

وشعر علال أن صديقه العيساوي متألم وأن ألمه بلا حدود ولا نهاية. ولم يكن هو الآخر بأقل ألما منه، ولكنه كان يخفي ما يحسه. وكان يدعي ظاهريا شيئًا آخر غير الذي يتمكن منه ويرديه. ولقد تخيل أن البحر مقبرة رهيبة. وأن هذا الخضم الهائل لا يتغذى سوى من جثث آدمية. وجعل ينظر بعينين ثابتتين إلى الماء الذي يبدو منبسطاً وادعا متمكا بالأرض».
«بعد أن كان الجميع ينتظرون دية أصبحوا ينتظرون زردة يأكلون فيها حتى يشبعوا، ثم يأخذون لأبنائهم اللحم في العب والقب (...) نقيم زردة وننسى ما فات، هل رأيتم ميتاً وقف يوماً من قبره وعادت إليه الحياة؟...»